# Distinguished Flying Cross (Regno Unito)
La Distinguished Flying Cross (DFC) è una decorazione militare del Regno Unito e del Commonwealth assegnata agli ufficiali della Royal Air Force e Fleet Air Arm distintisi durante il servizio in tempo di guerra per "un atto o atti di valore, coraggio o devozione al dovere mentre volava in operazioni contro il nemico" (in lingua inglese "an act or acts of valour, courage or devotion to duty whilst flying in active operations against the enemy").